# Salwa El Garbhi
Salwa El Garbhi   (Tànger, segle XX) (o també Saloua Laouaji Faridi) és una jurista experta en temes de diversitat i immigració i política catalana. Diputada al Parlament de Catalunya des del 29 de gener de 2018.
Va néixer a Tànger i va arribar a Barcelona el 1994. Del 2001 fins al 2012 va ser directora del departament de drets humans i diversitat cultural del Centre UNESCO de Catalunya. És presidenta de Tamettut-Associació de Dones Amazigues per la Cultura i el Desenvolupament.
Va entrar al parlament arran de la renúncia de Clara Ponsatí des de l'exili a Brussel·les.